# Moapa Valley
Moapa Valley és una concentració de població designada pel cens dels Estats Units a l'estat de Nevada. Segons el cens del 2000 tenia 5.784 habitants.

## Demografia
Segons el cens del 2000, Moapa Valley tenia 5.784 habitants, 1.934 habitatges, i 1.526 famílies La densitat de població era de 51,24 habitants per km².
Dels 1.934 habitatges en un 38,8% hi vivien nens de menys de 18 anys, en un 69,8% hi vivien parelles casades, en un 6,5% dones solteres, i en un 21,1% no eren unitats familiars. En el 17,8% dels habitatges hi vivien persones soles el 10,4% de les quals corresponia a persones de 65 anys o més que vivien soles. El nombre mitjà de persones vivint en cada habitatge era de 2,99 i el nombre mitjà de persones que vivien en cada família era de 3,43.
Per edats la població es repartia de la següent manera: un 33,5% tenia menys de 18 anys, un 6,9% entre 18 i 24, un 22,9% entre 25 i 44, un 21,5% de 45 a 64 i un 15,2% 65 anys o més.
L'edat mediana era de 35,8 anys. Per cada 100 dones hi havia 101,67 homes. Per cada 100 dones de 18 o més anys hi havia 98,2 homes.
La renda mediana per habitatge era de 39.942 $ i la renda mediana per família de 47.575 $. Els homes tenien una renda mediana de 42.348 $ mentre que les dones 26.442 $. La renda per capita de la població era de 16.696 $. Aproximadament el 5,7% de les famílies i el 6,9% de la població estaven per davall del llindar de pobresa.

## Poblacions més properes
El següent diagrama mostra les poblacions més properes.